# هوهن
هوهن (به آلمانی: Höhn) یک شهر در آلمان است که در وستروالدکرایس واقع شده‌است. هوهن ۳٬۱۵۰ نفر جمعیت دارد.